# Aceto di pere
L'aceto di pere è il prodotto della fermentazione del mosto di pere.
Le varietà di frutta utilizzate sono generalmente quelle a più alto contenuto zuccherino.

## Preparazione
Le pere, una volta raccolte, vengono tritate e poi passate nel torchio, il liquido così ricavato viene posto a riposare per consentirne la fermentazione.
Attraverso la fermentazione il mosto si trasforma in aceto grazie all'azione del batterio Acetobacter aceti.
Questo microrganismo che si deposita sulla superficie del liquido in fermentazione, in presenza di ossigeno, è infatti in grado di trasformare l'etanolo in acido acetico.
Il prodotto più visibile della sua lavorazione è una pellicola vischiosa e mucillaginosa di varie consistenze, che altro non è che la cosiddetta "madre" dell'aceto.
Da una speciale lavorazione dell'aceto di pere si ottiene un condimento dall'aspetto denso e scuro, dal gusto agrodolce e dalla profumazione delicata, tipica della pera utilizzata nella sua produzione.

## Uso in cucina
Questo particolare tipo di aceto, contraddistinto da un profumo fruttato, un'acidità contenuta e caratteristiche organolettiche delicate, è ideale sia come condimento a crudo sulle insalate, che come profumo nelle preparazioni più lavorate.